# Ann-Marie MacDonaldová
Ann-Marie MacDonald OC (*29. října 1958 Baden-Baden) je kanadská spisovatelka, herečka a dramatička. Za svůj první román Padněte na kolena získala Cenu spisovatelů Commonwealthu, cenu CAA Harlequin Literary Award a Cenu Dartmouth Award. Získala rovněž cenu Gemini za roli ve filmu Where the Spirit Lives a byla nominována na cenu Genie za roli ve filmu Zpěv sirén.
Je dcerou člena kanadské armády. Narodila na základně leteckých sil poblíž Baden-Badenu v Západním Německu. Po její matce má libanonské kořeny. Na počátku 60. let se s rodinou vrátila zpět do Kanady. Rodina se ještě několikrát stěhovala. Studovala herectví na Univerzitě v Carletonu. Poté se přestěhovala do Montréalu, kde působila jako herečka v Kanadském národním divadle. Následně zahájila kariéru i v televizi a ve filmu. Zahrála si ve filmech Zpěv sirén, Where the Spirit Lives či Better Than Chocolate.
Je vdaná s dramatičkou a divadelní režisérkou Alisou Palmer

## Dílo

### Romány
- 1996 - Padněte na kolena
- 2003 - Kam létají vrány
- 2014 - Adult Onset

### Divadelní hry
- 1988 - Goodnight Desdemona
- 1990 - The Arab's Mouth
- 1992 - Nigredo Hotel
- 1995 - The Attic, the Pearls and Three Fine Girls
- 2000 - Anything That Moves
- 2004 - Belle Moral

### Film
- 1987 - Zpěv sirén
- 1989 - Where the Spirit Lives
- 1999 - Better Than Chocolate